# Ricky García
Ricky Denis García (* 21. Juli 1971 in Puerto Cortés) ist ein ehemaliger honduranischer Fußballspieler, welcher auf seiner Position im Mittelfeld aktiv war.

## Karriere

### Verein
Nachdem er zumindest in der Saison 1998/99 für Real España gespielt hatte, war er von 2000 bis 2001 bei CD Victoria, wonach er von dort kommend Anfang 2002 zum CD Motagua wechselte. Dort verbrachte er dann den größten Teil seiner Spielerkarriere und beendete nach der Saison 2007/08 und zwei Meistertiteln seine Laufbahn. Es gibt jedoch auch Berichte, dass er zumindest 2003 auch für Atlético Olanchano auflief. Zudem wird er für 2004 im Kader vom FC Municipal Valencia aufgeführt.
In seiner Zeit bei Motagua erlitt er nach einer Partie gegen CD Olimpia im Dezember 2001 durch den Schlagstockeinsatzes eines Polizisten, welcher in Folge einer Massenschlägerei eingriff, eine Wunde an der rechten Augenbraue.

### Nationalmannschaft
Sein Debüt in der honduranischen A-Nationalmannschaft gab er am 21. Mai 1999 bei einem 2:0-Freundschaftsspielsieg über Haiti, wo er auch in der Startelf stand. Nach einer Vielzahl von weiteren Freundschaftsspieleinsätzen über den Verlauf der nächsten zwei Jahre gehörte er auch zum Kader der Gold-Cup-2000-Mannschaft, welche dort das Viertelfinale erreichte. Er selbst kam nur beim 2:0-Gruppenspielsieg über Kolumbien zum Einsatz. Später im Jahr kam er in einigen Partien der Qualifikation für die Weltmeisterschaft 2002 zum Zug und erreichte hier mit seiner Mannschaft die finale Phase, verpasste aber über den vierten Platz die Qualifikation für das Turnier. Währenddessen nahm er mit seinen Mitspielern an der Copa América 2001 teil und wurde hier in zwei Gruppenspielen sowie allen Spielen der K.o.-Runde eingesetzt; am Ende wurde er mit seinem Team Dritter. Nach dem Ende der WM-Qualifikation bekam er keine weiteren Einsätze in der Nationalmannschaft mehr.